# Exilisia butleri
Exilisia butleri är en fjärilsart som beskrevs av De Toulgoët 1958. Exilisia butleri ingår i släktet Exilisia och familjen björnspinnare. Inga underarter finns listade i Catalogue of Life.